# Олексій Крупський
Олексій Крупський (англ. Alex Krupski, рос. Алексей Крупский; нар.10 жовтня 1978 р., Київ) — український та німецький гітарист, джазмен, відомий європейський музикант.

## Життєпис
Народився в столиці України у родині професійних музикантів. З чотирьох років грав на скрипці, а з семи років — на гітарі.
У 1994–1996 роках навчався в Київському музичному училищі імені Рейнгольда Глієра у класі скрипки й джаз-гітари. Є учнем педагога, композитора й гітариста Володимира Олексійовича Молоткова (*1947-†2005 рр.). Від 1996 р. мешкає й працює у Німеччині.
У 1997–2002 роках навчався в Академії музики Ганса Ейслера у Берліні у класі джазу на гітарі. Є учнем італійського гітариста Джорджіо Кробу. У 1999 р. мав навчання в італійській філії Берклі міста Перуджа (Італія).
Концертував з різними проектами в Данії, Франції, Іспанії, Італії, Німеччині, Україні, Росії, Латвії, Польщі та в інших країнах.
Брав участь у концертах міжнародного кінофестивалю «Берлінале». Мав аудіозаписи з відомими музикантами: Володимир Молотков, Джіґгс Віґхем, Жан-Поль Буреллі, Луло Рейнхардт, Джорджіо Кробу, Деніел Вельтлінґер, Алекс Ваґнер (цей дует з О. Крупським від 2004 р.), Андреа Марчеллі, Тібо Фальк, Жільбер Діоп, Брендон Стоун, «Jazz Impression» Анатолія Алексаняна й іншими.
У 2009 р. заснував квартет «Gipsy Django Jazz», до складу якого увійшли музиканти різних країн.
Мав виступи на джазових фестивалях. Давав концерти в Берлінській філармонії. Зробив запис музики до кінофільмів для телеканалів «ARTE» й «ZDF» (Франція, Німеччина).
Грає в різних напрямках: ф'южн, фанк, фламенко, латін, а також — джаз-мануш.
У 2010 р. вийшов його диск «Patience — The Power Of Two», у дуеті з джазовим піаністом й композитором Тібо Фальком (фр. Thibault Falk).
З 2011 р. є у складі журі міжнародного фестивалю-конкурсу гітаристів «АпрельсКиеВетви».